# جيانلوكا سيميوني
جيانلوكا بابلو سيميوني بالديني (بالإيطالية: Gianluca Pablo Simeone Baldini)‏ هو لاعب كرة قدم أرجنتيني ولد بتاريخ 23 يوليو 1998 في بوينس أيريس.

## المسيرة
لعب في ريفير بليت وجيمناسيا لابلاتا ونادي تطيلانو.

## حياته الشخصية
هو إبن المدرب دييغو سيميوني وعنده شقيقان يلعبان كرة القدم أيضا جيوفاني وجوليانو

## وصلات
جيانلوكا سيميوني على موقع قاعدة بيانات كرة القدم.إي يو (الإنجليزية)
- جيانلوكا سيميوني على موقع Soccerway.com (الإنجليزية)
- جيانلوكا سيميوني على موقع عالم كرة القدم.نت (الإنجليزية)